# Felsőtold
Felsőtold es un pueblo ubicado en el condado de Nógrád, Hungría.

## Superficie
Posee una superficie de 10,83 kilómetros cuadrados.

## Demografía
Hasta 2021 la población era de 138 habitantes, con una densidad de población de 12,74 habitantes por kilómetro cuadrado.